# Степной бегунок

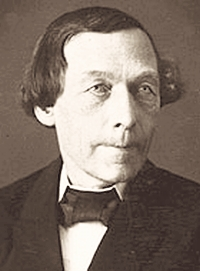
Профессор Вильям Нюландер (William Nylander, 1822—1899) в 1849 году впервые описал этот вид

Степной бегунок (лат. Cataglyphis aenescens) — вид муравьи-бегунки из рода Cataglyphis.

## Распространение
Вид обычен в степной и лесостепной зонах Евразии (на север до Пензенской и Ульяновской области), от Китая и Монголии до Греции. Средняя Азия и Казахстан. Один из самых обычных видов рода Cataglyphis в России (в том числе Тува).
- Албания, Армения, Босния и Герцеговина, Болгария, Венгрия, Грузия, Иран, Италия, Кипр, Крит, Македония, Молдавия, Румыния, Россия, Сербия, Словакия, Турция, Украина, Хорватия, Эгейские острова[4].

## Описание
Обычный степной вид муравьёв, рабочие с чёрным блестящим телом. Длина 3,5 — 8 мм. Петиолюс с небольшой чешуйкой. Муравейники встречаются обильно на песчаных участках (то есть вид является псаммофилом). Вместо брачного лёта половые особи главным образом передвигаются быстрым бегом, что менее расходует влагу в засушливых условиях. Морфологически и физиологически адаптированы к жизни в аридных условиях.
На муравьях паразитирует грибок Myrmicinosporidium durum.
Экспериментальные исследования восприятия разных световых волн показали, что в целом фуражиры Cataglyphis aenescens проявляют широкую спектральную чувствительность (370—640 нм). Однако, лучи в диапазоне УФ (370) и зеленого света (540) могут быть восприняты муравьями при более низкой интенсивности по сравнению с синим (440) и красным светом (640).
Муравьи ориентируются на наземным меткам и ультрафиолетовым лучам небесного компаса.
У этих муравьёв живут мирмекофильные жуки-кожееды Thorictus bifoveolatus Reitter, 1887, Thorictus koenigi Reitter, 1887, Thorictus postangulis Reitter, 1895 и Thorictus kaznakovi R. Schmidt, 1904 (Coleoptera: Dermestidae).